# CORONA (veicolo spaziale)

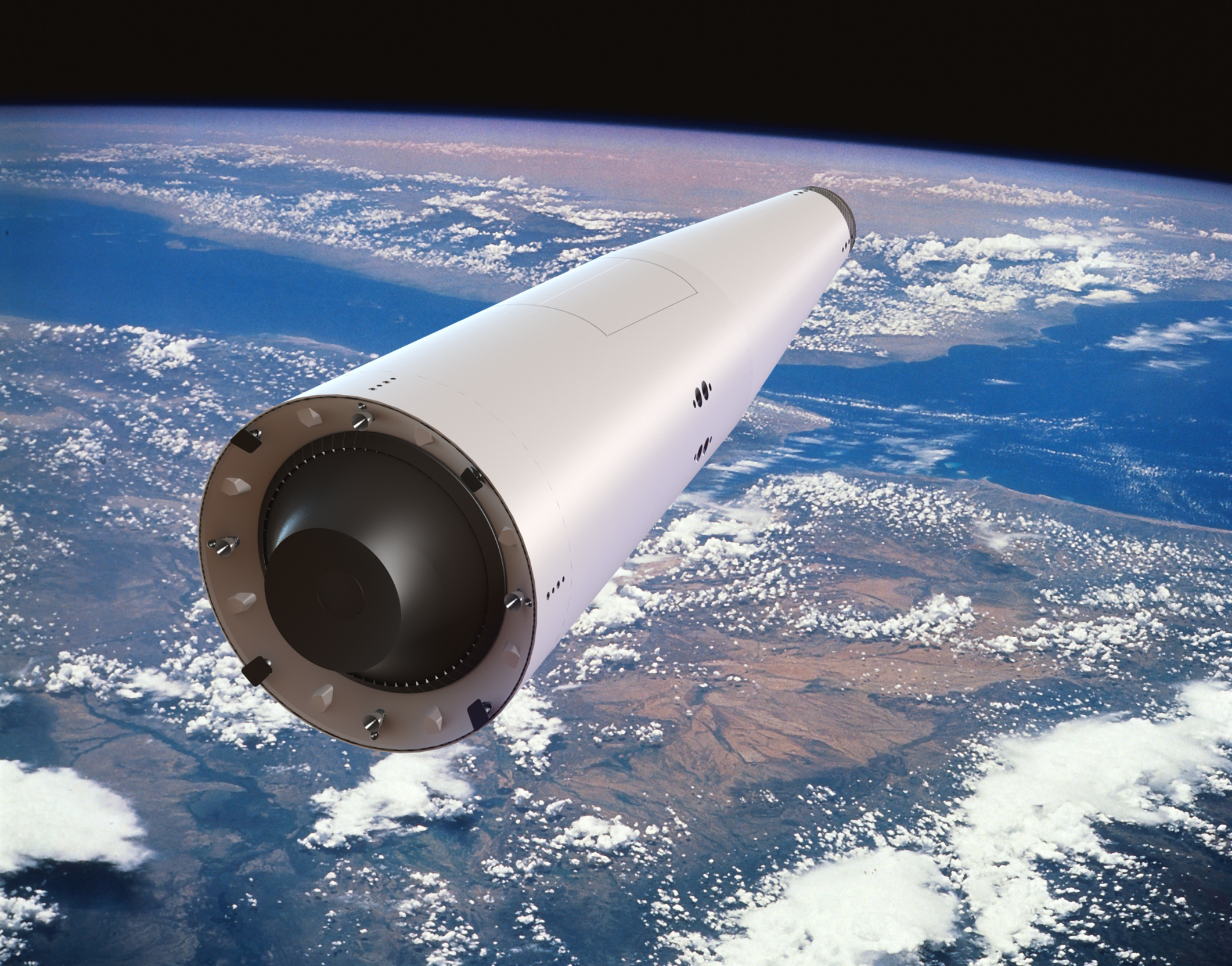
Vista in volo simulata di CORONA

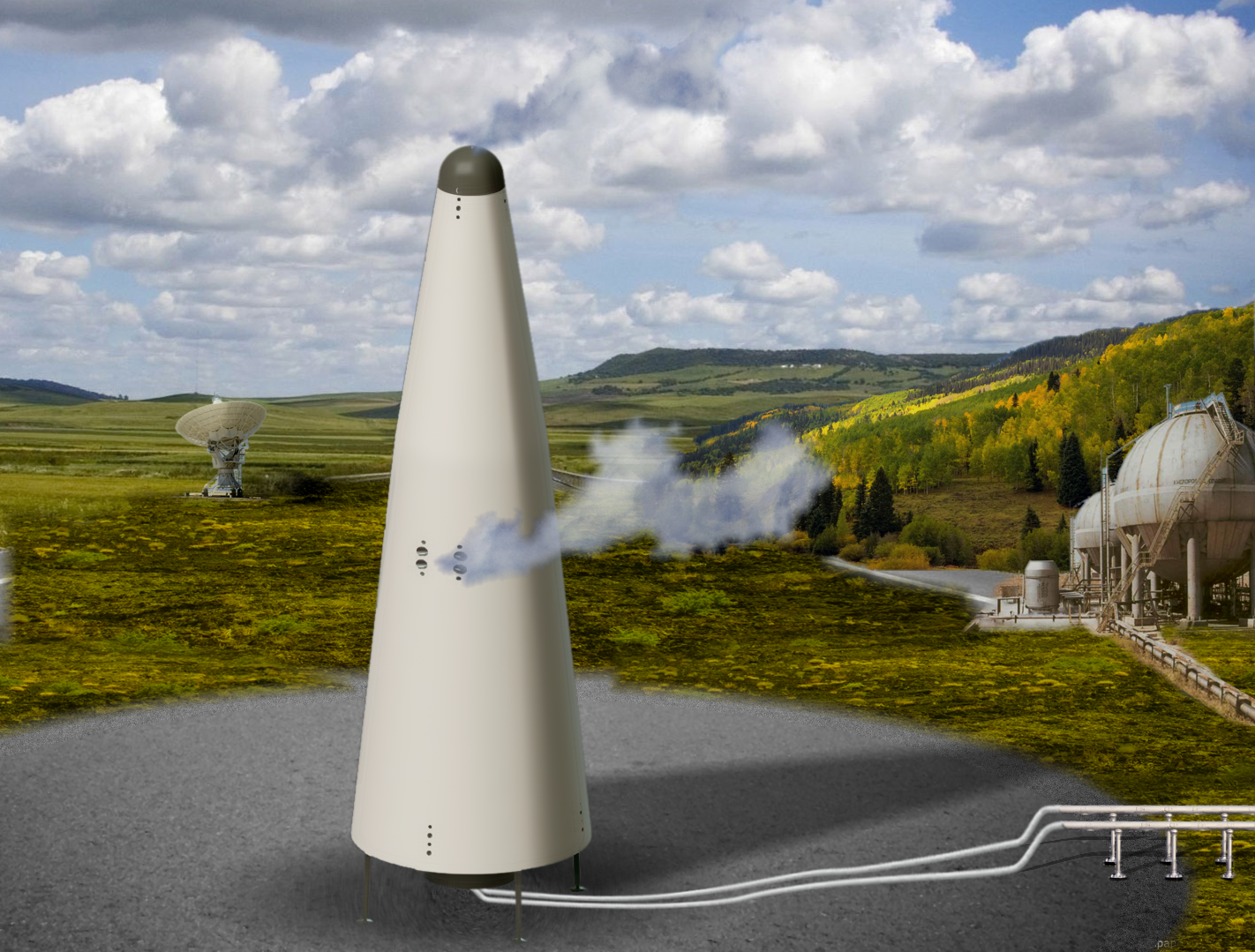
CORONA sulla piattaforma di lancio

CORONA è un prototipo di un vettore di lancio riutilizzabile senza equipaggio a singolo stadio  sviluppato da Makeyev Rocket Design Bureau sviluppato dal 1992 al 2012. Nel 2016, la compagnia ha annunciato piani per riprendere lo sviluppo CORONA.

## Design

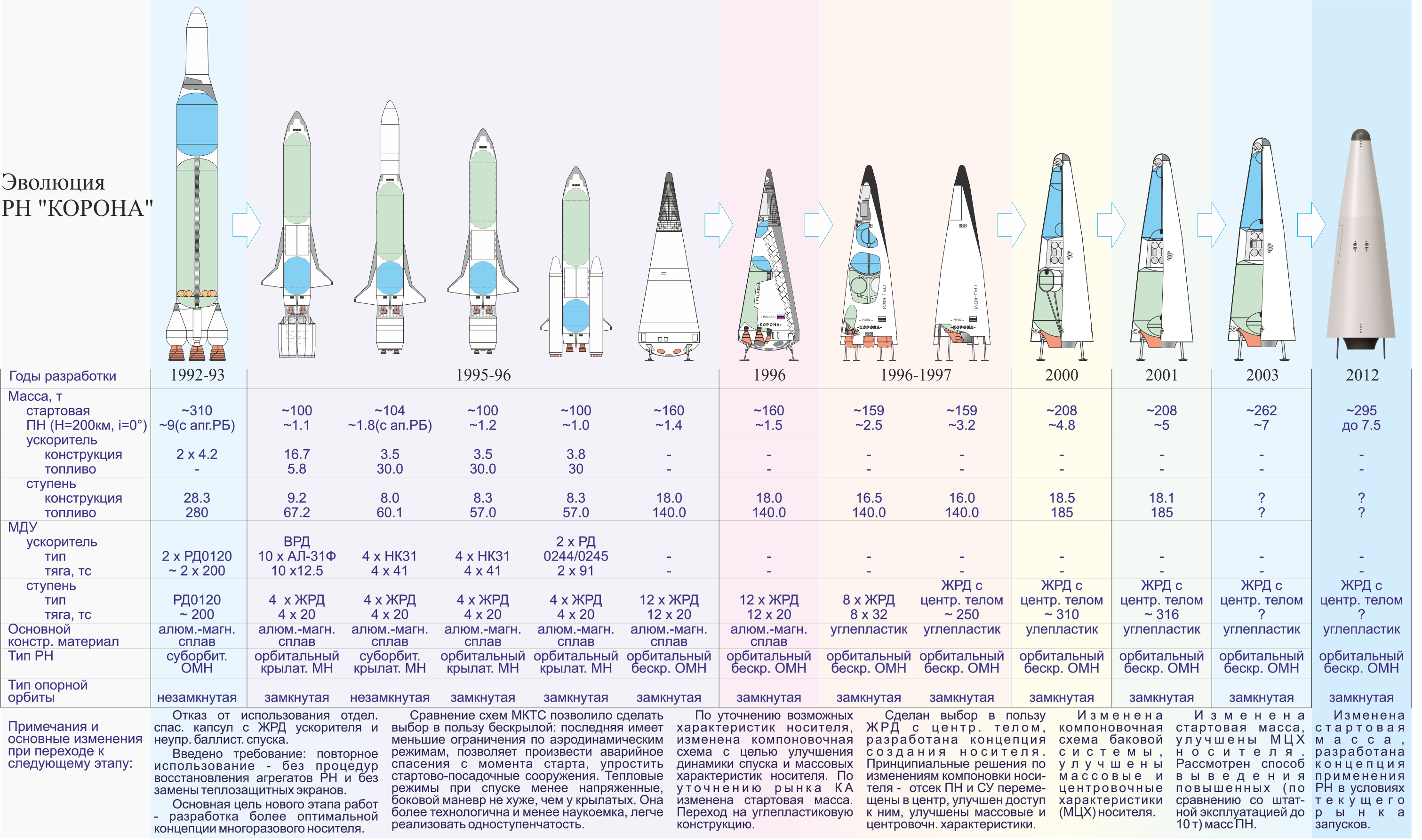
Evoluzione del progetto CORONA

È inteso per il lancio di veicoli spaziali e la navicelle spaziali nelle orbite circolari terrestri di 200–500 km. Il peso del lancio sarà di circa 300 tonnellate.